# Coendou baturitensis
Coendou baturitensis és una espècie de mamífer rosegador de la família dels porcs espins del Nou Món (Erethizontidae). És endèmic de la serralada de Baturité (Brasil). El seu hàbitat natural són els boscos humits de caatinga. Es desconeix si hi ha cap amenaça significativa per a la supervivència d'aquesta espècie. El seu nom específic, baturitensis, significa ‘de Baturité’ en llatí.